# عین و زین
عین و زین یک منطقهٔ مسکونی در لبنان است که در استان جبل لبنان واقع شده‌است.

## خصوصیات
عین و زین ۵ کیلومترمربع مساحت و ۲٬۰۰۰ نفر جمعیت دارد و ۱٬۰۵۰ متر بالاتر از سطح دریا واقع شده‌است.